# 이찬 (배우)
이찬(본명:곽민찬, 1976년 11월 9일 ~ )은 대한민국의 가수 겸 배우이다. 종교는 개신교이다. 2010년 재혼과 동시에 곽현식에서 곽민찬으로 개명하였다.

## 학력
- 서울대림초등학교
- 서울성남중학교
- 성남고등학교
- 중앙대학교 연극 학사

## TV 방송
| 연도 | 방송사 | 제목                | 역할        | 비고 |
| ---- | ------ | ------------------- | ----------- | ---- |
| 1996 | MBC    | 간이역              |             |      |
| 1997 | SBS    | 사랑하니까          | 이현        |      |
| 1998 | SBS    | 순풍산부인과        |             |      |
| 1998 | SBS    | 어느날 갑자기       | 과외선생    |      |
| 1998 | SBS    | 미우나 고우나       |             |      |
| 1999 | MBC    | 하나뿐인 당신       | 찬우        |      |
| 1999 | SBS    | 크리스탈            | 예브게니 신 |      |
| 1999 | SBS    | 달콤한 신부         |             |      |
| 2003 | KBS1   | 노란 손수건         | 기훈        |      |
| 2004 | SBS    | 폭풍 속으로         | 만수        |      |
| 2004 | KBS2   | 부모님전상서        | 박찬호      |      |
| 2005 | SBS    | 사랑한다 웬수야     | 허무찬      |      |
| 2006 | SBS    | 눈꽃                | 하인찬      |      |
| 2008 | tvN    | 나는 PD다           | 출연        |      |
| 2013 | MBC    | 구암 허준           | 김병조      |      |
| 2013 | SBS    | 세 번 결혼하는 여자 | 김인태      |      |
| 2014 | MBC    | 트라이앵글          | 배성태      |      |

## 음반
- 2017년 나는 당신이 좋아 / 이팔 청춘아

## 사회적 논란
- 2006년 12월 10일, 배우 이민영과 결혼식을 올렸는데, 보름여 만에 파경을 맞았다.[1] 2010년 2월 19일, 재혼하였다.[2]
- 결별 시에 가정폭력 문제가 알려졌으며 법정공방이 있었다. 2008년 1월, 이찬은 이민영을 폭행한 혐의(상해 등)로 불구속 기소되어 징역 1년에 집행유예 2년, 사회봉사 명령 240시간을 선고받았다. 재판부는 판결문에서 "교제 중 또는 사실혼 관계를 유지한 7개월 동안 일곱 차례에 걸쳐 폭행을 가한 점이 인정된다. 임신 이후에도 폭행을 가했고 그 피해로 피해자의 코뼈가 부러지는 등 죄질이 무겁다"고 판결했다.[3]

## 가족 관계
- 아버지 : 곽영범(1946년 2월 3일 ~ )
- 어머니 : 이창애(1947년 ~ 2021년 12월 17일)